# Discografia dos Raimundos
A discografia dos Raimundos contém nove álbuns de estúdio, quatro álbuns ao vivo, sete coletâneas, cinco DVDs, um álbum split, um EP, três box sets, 51 singles e 40 videoclipes. A banda já vendeu cerca de 5 milhões de álbuns no Brasil, sendo uma das mais bem sucedidas do gênero no país.
A banda lançou seu primeiro álbum em 1994, o homônimo Raimundos, pelo selo independente Banguela Records. Com os hits "Selim" e "Puteiro em João Pessoa" o álbum revelou a banda para o cenário nacional, ultrapassou as 100 mil cópias vendidas e conquistou o disco de ouro, fato inédito para um gravadora de pequeno porte. Em 1995, a banda assinou com a multinacional Warner Music Brasil e lançou seu segundo álbum, Lavô Tá Novo. O álbum foi um sucesso ainda maior, conquistando um disco de platina e gerando sucessos como "I Saw You Saying (That You Say That You Saw)" e "Eu Quero Ver o Oco". Entre 1996 e 1997, a banda lançou os álbuns Cesta Básica e Lapadas do Povo, que juntos venderam quase meio milhão de cópias.
O quinto álbum de estúdio, Só no Forevis, lançado em 1999, renovou seu público e levou a banda ao auge de sua popularidade. Com 2 milhões de cópias vendidas, tornou-se um dos mais comprados de todos os tempos no Brasil. O projeto emplacou diversos singles de execução massiva, como "Mulher de Fases", "A Mais Pedida" e "Me Lambe". Na sequência veio o MTV ao Vivo: Raimundos, primeiro álbum ao vivo do grupo, lançado em 2000, que manteve o grande sucesso comercial com disco de platina duplo e os hits "20 Poucos Anos" e "Reggae do Manero".
Em 2001, o vocalista Rodolfo Abrantes deixou a banda e o guitarrista Digão assumiu os vocais. No mesmo ano, é lançado o álbum Éramos 4, que traz o single "Sanidade", nova versão para uma música gravada na primeira demo do grupo. Em 2002, é lançado Kavookavala, o primeiro álbum de inéditas com a nova formação. Após se desligar da gravadora, a banda disponibilizou na internet de forma gratuita e independente, o EP Pt qQ cOizAh, em 2005. Em 2014, após 12 anos sem um álbum de inéditas, a banda lançou Cantigas de Roda, financiado através de um crowdfunding no site Catarse. Em 2025, após 11 anos sem um álbum de inéditas, a banda lança XXX, pelo selo ONErpm.

## Álbuns de estúdio
| Álbum            | Detalhes | Vendas                | Certificações  |
| ---------------- | --- | --------------------- | -------------- |
| Raimundos        | - Lançamento: 12 de abril de 1994 - Gravadora: Banguela - Formatos: LP, CD, K7, download digital            | - : 200.000           | - PMB: Ouro    |
| Lavô Tá Novo     | - Lançamento: 3 de novembro de 1995 - Gravadora: WEA - Formatos: LP, CD, download digital                   | - : 500.000 - : 1.000 | - PMB: Platina |
| Cesta Básica     | - Lançamento: 21 de novembro de 1996 - Gravadora: WEA - Formatos: CD, download digital                      | - : 200.000           | - PMB: Ouro    |
| Lapadas do Povo  | - Lançamento: 27 de outubro de 1997 - Gravadora: WEA - Formatos: CD, download digital                       | - : 208.000           | - PMB: Ouro    |
| Só no Forevis    | - Lançamento: 27 de maio de 1999 - Gravadora: WEA - Formatos: CD, download digital                          | - : 2.000.000         |                |
| Éramos 4         | - Lançamento: 11 de outubro de 2001 - Gravadora: WEA - Formatos: CD, download digital                       | - : 100.000           |                |
| Kavookavala      | - Lançamento: 1 de julho de 2002 - Gravadora: WEA - Formatos: CD, download digital                          |                       |                |
| Cantigas de Roda | - Lançamento: 20 de fevereiro de 2014 - Gravadora: Independente - Formatos: CD, download digital, streaming |                       |                |
| XXX              | - Lançamento: 21 de maio de 2025 - Gravadora: ONErpm - Formatos: CD, download digital, streaming            |                       |                |

## Álbuns ao vivo
| Álbum                  | Detalhes                                                                                                | Vendas      | Certificações  |
| ---------------------- | --- | ----------- | -------------- |
| MTV ao Vivo: Raimundos | - Lançamento: 27 de outubro de 2000 - Gravadora: WEA - Formatos: CD duplo, download digital             | - : 750.000 | - : 2× Platina |
| Roda Viva              | - Lançamento: 26 de maio de 2011 - Gravadora: ST2 - Formatos: CD duplo, download digital, streaming     |             |                |
| Cantigas de Garagem    | - Lançamento: 24 de novembro de 2014 - Gravadora: Som Livre - Formatos: CD, download digital, streaming |             |                |
| Raimundos Acústico     | - Lançamento: 28 de abril de 2017 - Gravadora: Som Livre - Formatos: CD, download digital, streaming    |             |                |

## Coletâneas
| Álbum               | Detalhes                                                         |
| ------------------- | ---------------------------------------------------------------- |
| Mais MTV: Raimundos | - Lançamento: 17 de maio de 2005 - Gravadora: WEA - Formatos: CD |

## Álbunssplits
| Álbum                                                                   | Detalhes                                                                                        |
| ----------------------------------------------------------------------- | ----------------------------------------------------------------------------------------------- |
| O Embate do Século: Ultraje a Rigor vs. Raimundos (com Ultraje a Rigor) | - Lançamento: 10 de julho de 2012 - Gravadora: Deck - Formatos: CD, download digital, streaming |

## EPs
| Álbum        | Detalhes                                                                                     | Vendas             |
| ------------ | -------------------------------------------------------------------------------------------- | ------------------ |
| Pt qQ cOizAh | - Lançamento: 15 de fevereiro de 2005 - Gravadora: Independente - Formatos: Download digital | - 70.000 downloads |

## Demos
| Álbum    | Detalhes                                                    |
| -------- | ----------------------------------------------------------- |
| Demotape | - Lançamento: 1993 - Gravadora: Independente - Formatos: K7 |

## Tributos
| Álbum             | Detalhes                                                                                |
| ----------------- | --------------------------------------------------------------------------------------- |
| Rumo ao Roda Viva | - Lançamento: 1 de abril de 2013 - Gravadora: Independente - Formatos: Download digital |

## Álbuns de vídeo
| Álbum                  | Detalhes                                                                    | Vendas     | Certificações |
| ---------------------- | --------------------------------------------------------------------------- | ---------- | ------------- |
| Cesta Básica           | - Lançamento: 1996 - Gravadora: WEA - Formatos: VHS                         |            | - : 20.000    |
| MTV ao Vivo: Raimundos | - Lançamento: 27 de outubro de 2000 - Gravadora: WEA - Formatos: VHS, DVD   | - : 25.000 | - : Ouro      |
| Mais MTV: Raimundos    | - Lançamento: 17 de maio de 2005 - Gravadora: WEA - Formatos: DVD           |            |               |
| Roda Viva              | - Lançamento: 26 de maio de 2011 - Gravadora: ST2 - Formatos: DVD           |            |               |
| Cantigas de Garagem    | - Lançamento: 24 de novembro de 2014 - Gravadora: Som Livre - Formatos: DVD |            |               |
| Raimundos Acústico     | - Lançamento: 28 de abril de 2017 - Gravadora: Som Livre - Formatos: DVD    |            |               |

## Singles
| Título                                          | Ano  | Álbum                                            |
| ----------------------------------------------- | ---- | ------------------------------------------------ |
| "Selim"                                         | 1994 | Raimundos                                        |
| "Nega Jurema"                                   | 1994 | Raimundos                                        |
| "Puteiro em João Pessoa"                        | 1994 | Raimundos                                        |
| "Bê a Bá"                                       | 1994 | Raimundos                                        |
| "Palhas do Coqueiro"                            | 1995 | Raimundos                                        |
| "Rapante"                                       | 1995 | Raimundos                                        |
| "Eu Quero Ver o Oco"                            | 1995 | Lavô Tá Novo                                     |
| "O Pão da Minha Prima"                          | 1995 | Lavô Tá Novo                                     |
| "Esporrei Na Manivela"                          | 1996 | Lavô Tá Novo                                     |
| "I Saw You Saying (That You Say That You Saw)"  | 1996 | Lavô Tá Novo                                     |
| "Tá Querendo Desquitar (Ela Ta Dando)           | 1996 | Lavô Tá Novo                                     |
| "Cesta Básica"                                  | 1996 | Cesta Básica                                     |
| "Andar na Pedra"                                | 1997 | Lapadas do Povo                                  |
| "Pequena Raimunda"                              | 1998 | Lapadas do Povo                                  |
| "Nariz de Doze"                                 | 1998 | Lapadas do Povo                                  |
| "Nana Neném/Reggae do Manêro"                   | 1998 | Não adicionado à nenhum álbum                    |
| "Reggae do Manêro"                              | 1998 | Nana Neném / Reggae do Manêro                    |
| "Mulher de Fases"                               | 1999 | Só no Forevis                                    |
| "A Mais Pedida"                                 | 1999 | Só no Forevis                                    |
| "Me Lambe"                                      | 1999 | Só no Forevis                                    |
| "Pompem"                                        | 2000 | Só no Forevis                                    |
| "Aquela"                                        | 2000 | Só no Forevis                                    |
| "Give My Bullet Back"                           | 2000 | Music From And Inspired By Mission: Impossible 2 |
| "Deixa Eu Falar"                                | 2000 | MTV ao Vivo: Raimundos                           |
| "20 e Poucos Anos"                              | 2000 | MTV ao Vivo: Raimundos                           |
| "Reggae do Manero"                              | 2001 | MTV ao Vivo: Raimundos                           |
| "Sanidade"                                      | 2001 | Éramos 4                                         |
| "Fique! Fique!"                                 | 2002 | Kavookavala                                      |
| "Mas Vó"                                        | 2002 | Kavookavala                                      |
| "Joey"                                          | 2003 | Kavookavala                                      |
| "Sol e Lua"                                     | 2005 | Pt qQ cOizAh                                     |
| "Jaws"                                          | 2010 | Roda Viva                                        |
| "Me Lambe" (ao vivo)                            | 2011 | Roda Viva                                        |
| "Politics"                                      | 2013 | Cantigas de Roda                                 |
| "Baculejo"                                      | 2014 | Cantigas de Roda                                 |
| "Gordelícia"                                    | 2014 | Cantigas de Roda                                 |
| "Dubmundos (feat. Sen Dog)"                     | 2015 | Cantigas de Roda                                 |
| "Vitória Pra Comemorar (Meu Lugar)"             | 2015 | Não adicionado à nenhum álbum                    |
| "Vida Inteira (Meu Lugar)"                      | 2015 | Não adicionado à nenhum álbum                    |
| "Vida Inteira (Meu Lugar)"                      | 2015 | Malhação - Seu Lugar no Mundo, Vol. 1            |
| "Bonita" (acústico)                             | 2017 | Raimundos Acústico                               |
| "A Mais Pedida" (acústico)                      | 2017 | Raimundos Acústico                               |
| "Lugar Ao Sol" (acústico)                       | 2017 | Raimundos Acústico                               |
| "Papeau Nuck Doe" (acústico)                    | 2018 | Raimundos Acústico                               |
| "Selim (feat. Fred Castro)" (acústico)          | 2018 | Raimundos Acústico                               |
| "Faça Sua Parte"                                | 2018 | Não adicionado à nenhum álbum                    |
| "Mulher de Fases (feat. Make U Sweat)"          | 2019 | Não adicionado à nenhum álbum                    |
| "Puteiro em João Pessoa (feat. Marcelo Falcão)" | 2024 | Não adicionado à nenhum álbum                    |
| "Mulher de Fases (feat. Planta e Raiz)"         | 2024 | Não adicionado à nenhum álbum                    |
| "Maria Bonita"                                  | 2024 | X X X                                            |
| "Os Calo"                                       | 2025 | X X X                                            |
| "Um Doce"                                       | 2025 | X X X                                            |

## Outras aparições
| Título                         | Ano  | Álbum                                       |
| ------------------------------ | ---- | ------------------------------------------- |
| "Desculpe Mas Eu Vou Chorar"   | 1993 | Cult Cover Demo                             |
| "Essa Linda Canção"            | 1996 | Quem é Você?                                |
| "Ando Jururu"                  | 1998 | Santa Rita de Sampa                         |
| "Brasil"                       | 2000 | Brasil 500 Anos                             |
| "Hino Nacional Brasileiro"     | 2000 | Brasil 500 Anos                             |
| "Prece Cósmica"                | 2003 | Assim Assado                                |
| "Blitzkrieg Bop"               | 2003 | O Boticário - Pop Rock Nacional             |
| "Não Pare na Pista"            | 2004 | O Baú Do Raul - Uma Homenagem A Raul Seixas |
| "Private Idaho"                | 2005 | Rockin' Days                                |
| "Hermanoteu na Terra de Godah" | 2015 | As Melhores Bandas do Mundo                 |

### Trilhas sonoras
| Título                        | Ano  | Filme/Programa                 |
| ----------------------------- | ---- | ------------------------------ |
| "Puteiro em João Pessoa"      | 1995 | Cambito                        |
| "Palhas do Coqueiro"          | 1995 | Cambito                        |
| "Marujo"                      | 1995 | Cambito                        |
| "Minha Cunhada"               | 1995 | Cambito                        |
| "Eu Quero Ver o Oco"          | 1996 | Surfavela                      |
| "Wipeout 2"                   | 1998 | The Big Shit                   |
| "Mulher de Fases"             | 1999 | Malhação                       |
| "Mulher de Fases"             | 1999 | O Trapalhão e a Luz Azul       |
| "Aquela"                      | 2000 | Uga Uga                        |
| "Give My Bullet Back"         | 2000 | Missão Impossível 2            |
| "20 e Poucos Anos"            | 2000 | 20 e Poucos Anos               |
| "Selim"                       | 2002 | Casa dos Artistas 2            |
| "Mulher de Fases"             | 2002 | Surf Adventures - O Filme      |
| "Eu Quero Ver o Oco"          | 2002 | Surf Adventures - O Filme      |
| "Mulher de Fases"             | 2002 | Celeste e Estrela              |
| "BOP"                         | 2014 | Malhação Sonhos                |
| "Puteiro em João Pessoa"      | 2014 | Copa de Elite                  |
| "Vida Inteira (Meu Lugar)     | 2015 | Malhação: Seu Lugar no Mundo   |
| "Gordelícia"                  | 2016 | Malhação: Pro Dia Nascer Feliz |
| "Nós Vamos Invadir Sua Praia" | 2016 | Sol Nascente                   |
| "Papeau Nuck Doe (acústico)"  | 2018 | O Outro Lado do Paraíso        |

## Videoclipes

### Como artista principal
| Título                                        | Ano  | Direção                                              |
| --------------------------------------------- | ---- | ---------------------------------------------------- |
| "Nega Jurema"                                 | 1994 | José Eduardo Belmonte                                |
| "Puteiro em João Pessoa" (ao vivo)            | 1994 |                                                      |
| "Bê a Bá"                                     | 1994 | Kiko Araújo                                          |
| "Palhas do Coqueiro"                          | 1995 | Kiko Araújo                                          |
| "Rapante"                                     | 1995 | Raul Machado                                         |
| "Eu Quero Ver o Oco                           | 1995 | Raul Machado                                         |
| "Esporrei Na Manivela"                        | 1996 | Raul Machado                                         |
| "I Saw You Saying (That You Say That You Saw) | 1996 | Raul Machado                                         |
| "O Pão da Minha Prima" (ao vivo)              | 1996 | Cacá Marcondes e Daniel Dos Santos                   |
| "Puteiro em João Pessoa"                      | 1996 | Eduardo Chocante                                     |
| "Andar na Pedra                               | 1997 | Conspiração Filmes                                   |
| "Pequena Raimunda" (ao vivo)                  | 1998 |                                                      |
| "Nariz de Doze"                               | 1998 | José Eduardo Belmonte                                |
| "Wipe Out 2"                                  | 1998 | Renata Neves                                         |
| "Mulher de Fases"                             | 1999 | José Eduardo Belmonte                                |
| "A Mais Pedida"                               | 1999 | José Eduardo Belmonte                                |
| "Me Lambe"                                    | 2000 | Raul Machado e J.R. Duran                            |
| "Pompem"                                      | 2000 | Alex Miranda                                         |
| "Deixa Eu Falar" (ao vivo)                    | 2000 | Joana Mazzucchelli                                   |
| "20 E Poucos Anos"                            | 2000 | Rodrigo Carelli e Gisele Matta                       |
| "Reggae do Manero" (ao vivo)                  | 2001 | Joana Mazzucchelli                                   |
| "Sanidade"                                    | 2001 | Chico Abreia, Caio Abreia e Manitou Felipe           |
| "Fique! Fique!"                               | 2002 | Raul Machado                                         |
| "Mas Vó" (ao vivo)                            | 2002 | Iêiê Marcondes e Alexandre Duarte                    |
| "Joey"                                        | 2003 | Bernardo Palmeiro, Gian Carlo Bellotti e Pedro Serra |
| "Joey (Motoremix)"                            | 2003 | Fabrizio Martinelli                                  |
| "Sol e Lua"                                   | 2005 | Marcelo Rossi                                        |
| "JAWS"                                        | 2010 | Roberto T. Oliveira                                  |
| "Me Lambe" (ao vivo)                          | 2011 | Digão e Denis Porto                                  |
| "Rebelde Sem Causa"                           | 2012 | Marco Mesquita                                       |
| "Politics"                                    | 2013 | Stephano Loyo                                        |
| "Baculejo"                                    | 2014 |                                                      |
| "Gordelícia"                                  | 2015 | Fabrício Bittar                                      |
| "Bonita"                                      | 2017 | Daniel Ferro                                         |
| "A Mais Pedida ft. Ivete Sangalo"             | 2017 | Daniel Ferro                                         |
| "Palhas do Coqueiro"                          | 2017 | Daniel Ferro                                         |
| "Lugar Ao Sol"                                | 2017 | Daniel Ferro                                         |
| "Papeau Nuck Doe"                             | 2018 | Daniel Ferro                                         |
| "Mulher de Fases part. Dinho Ouro Preto"      | 2018 | Daniel Ferro                                         |
| "Maria Bonita"                                | 2024 | Miguel Rivero                                        |
| "Os Calo"                                     | 2025 | Miguel Rivero                                        |
| "Um Doce"                                     | 2025 | Miguel Rivero                                        |

### Como artista convidado
| Título              | Ano  | Artista Principal | Direção                        |
| ------------------- | ---- | ----------------- | ------------------------------ |
| "Essa Linda Canção" | 1996 | Camisa de Vênus   | Elias Abrão                    |
| "Mulher de Fases"   | 2019 | Make U Sweat      | Thiago Tsung, Mariana Fernanda |